# Geschichte der Geologie
Die Geschichte der Geologie umfasst die Entwicklung der Wissenschaft Geologie sowie ihrer Vorläufer von der Frühgeschichte bis zur Gegenwart. Sie hat Überschneidungen mit der Geschichte anderer Geowissenschaften, wie vor allem der Paläontologie, der Mineralogie und der Petrographie. Es war Thales von Milet, der als einer der Ersten versucht hat, rationale Erklärungen anstelle alter mythologischer Vorstellungen über die Erde zu verwenden. In der christlichen Spätantike gingen allerdings viele nicht-mythologische Kenntnisse über die Beschaffenheit der Erde wieder verloren, im arabisch-muslimischen Kulturraum wurden hingegen die antiken Vorstellungen über die Entstehung der Erze und Gesteine weiterentwickelt. Ibn Sina (latinisiert: Avicenna, um 980–1037) griff hierbei besonders auf Aristoteles zurück. Darüber hinaus lieferte er eine modern anmutende Klassifizierung des Mineralreiches in Salze, Schwefel, Metalle und Steine. In Europa setzte die Rezeption der antiken Vorstellungen in der Renaissance ein. Daneben wurden die zeitgenössischen Techniken des Bergbaus und mineralogische Kenntnisse der Bergleute von Gelehrten wie Georgius Agricola (1494–1555) systematisiert. Die ersten Schritte in die Richtung einer Erdgeschichte ging der dänische Arzt und Naturforscher Nicolaus Steno (1638–1686), der im Jahre 1669 das erste geologische Profil, das wirklich historisch gedacht war, entwarf.
Die Entwicklung der Geologie zu einer modernen Naturwissenschaft ab dem 18. Jahrhundert erfolgte im Rahmen mehrerer – teilweise äußerst heftiger – Kontroversen über das vorherrschende Paradigma: Zuerst Neptunismus gegen Plutonismus, dann Katastrophismus gegen Aktualismus (bzw. Gradualismus). Die ersten mobilistischen Vorstellungen über die Möglichkeit, dass Festlandsmassen sich seitlich bewegen können, finden sich in der Kontinentaldrift-Hypothese Alfred Wegeners (1880–1930) aus dem Jahr 1915, konnten sich aber erst in der zweiten Hälfte des 20. Jhs. – im Paradigma der Plattentektonik – gegen den vorher vorherrschenden Fixismus durchsetzen.

## Antike

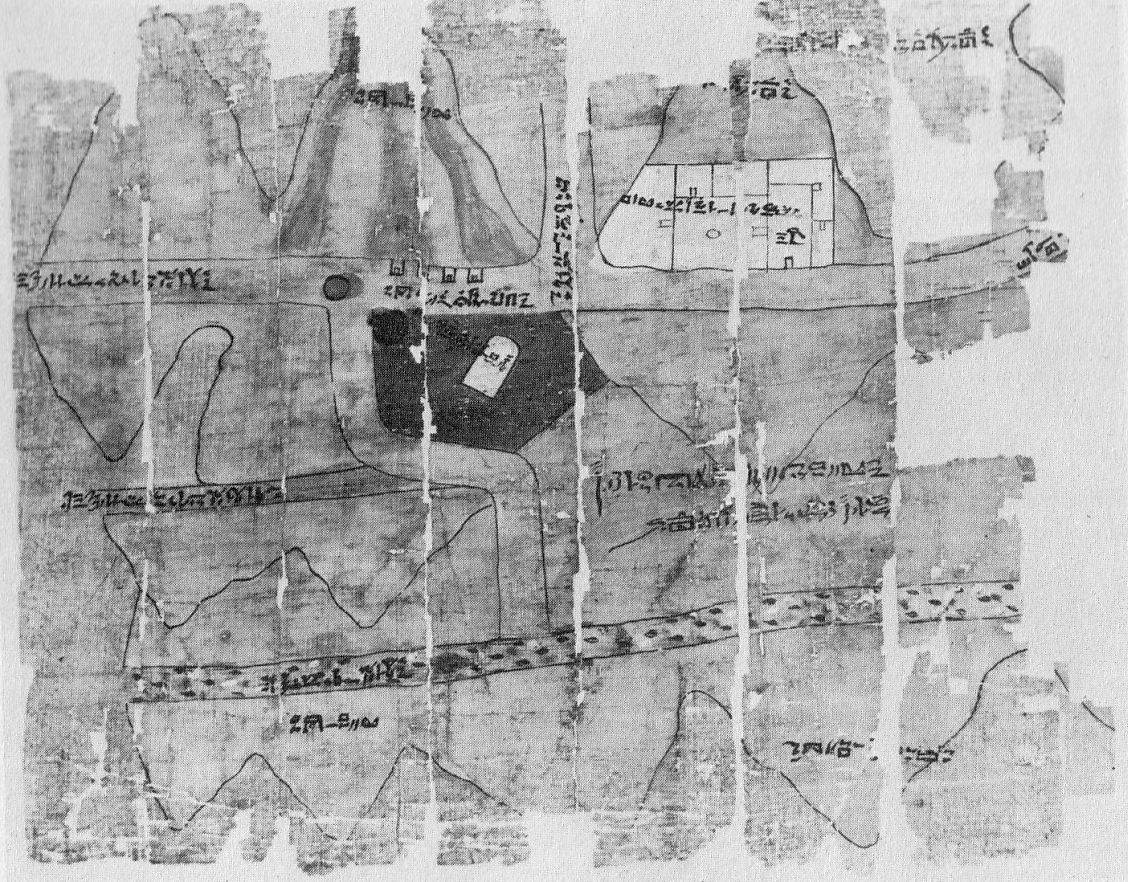
Der Turiner Papyrus zeigt die Lageskizze eines ägyptischen Bergbaureviers, um 1160 v. Chr. Wegen der Legende: „Die Berge in denen Gold gewaschen wird. Sie sind in dieser roten Farbe.“ gilt der Papyrus als die älteste erhaltene geologische Karte der Welt.

Die Ursprünge der Geologie speisen sich aus zwei recht unterschiedlichen Quellen: einerseits aus den praktischen Kenntnissen der Erzsucher, Bergleute und Metallurgen, die die antiken Hochkulturen mit den benötigten Rohstoffen versorgten, andererseits aus den allerersten Keimen der abendländischen Philosophie.

### Minerale, Fossilien und Gesteine in der ionischen Naturphilosophie
Es war Thales von Milet (um 624 bis um 546 v. Chr.), der Begründer der ionischen Naturphilosophie, der als einer der Ersten nach rationalen Erklärungen suchte, statt den alten mythologischen Vorstellungen über die Erde zu folgen. Nicht mehr den grollenden „Erderschütterer“ Poseidon machte er für die Entstehung der Erdbeben verantwortlich, sondern die Bewegungen der auf dem Urwasser schwimmenden Erdscheibe. Ebenso scheint Thales durch die Beobachtung der Sedimentation bei Sandbänken an der Mündung großer Flüsse oder der Ausfällung von Mineralen am Rand heißer Quellen zu seiner These gelangt zu sein, alle Dinge seien aus dem Wasser entstanden.
Anaximandros (um 610 bis um 546 v. Chr.) zeichnete nicht nur die erste Karte der bewohnten Welt, sondern dehnte Thales’ Vorstellungen auch auf die belebte Welt aus. Er lehrte, dass die Lebewesen aus der Feuchtigkeit entstanden seien, die unter der Einwirkung der Sonne verdunste. Als Folge habe sich aus fischartigen Lebewesen der Mensch entwickelt. Natürlich ist es reiner Zufall, dass heute wieder diskutiert wird, ob sich die ersten Bausteine des Lebens („Ursuppe“) im Meer gebildet haben oder ob sie sich nicht eher in heißen, mineralgesättigten Wasserlöchern konzentriert hätten. Dennoch greift Anaximanders erstaunliche These der modernen Evolutionstheorie um mehr als 2400 Jahre voraus. Schließlich erwägt er als erster Denker einen natürlichen Entwicklungsprozess der Lebewesen. Auf jeden Fall zeigt sie, dass ihm das Phänomen der Ausfällung von Meersalz durch Sonneneinstrahlung (Evaporation) bekannt war.
Xenophanes von Kolophon (um 570 bis um 470 v. Chr.) deutete erstmals die Abdrücke von Muscheln und anderen Seetieren in meeresfernen Landstrichen als die Überreste von versteinerten Lebewesen (Fossilien). Ihre Lage erklärte er damit, dass sich die Gebirge einstmals aus dem Meer gehoben hätten. Ebenso erkannte er die voranschreitende Erosion an den Küsten. Aus diesen beiden Prozessen schloss er auf große Zyklen, in denen sich Gebirgsbildung und Erosion abwechselten. Bei der Zerstörung der Festländer werde dabei jedes Mal die jeweilige Menschheit vernichtet.

### Metaphysische Spekulationen in der griechischen Philosophie

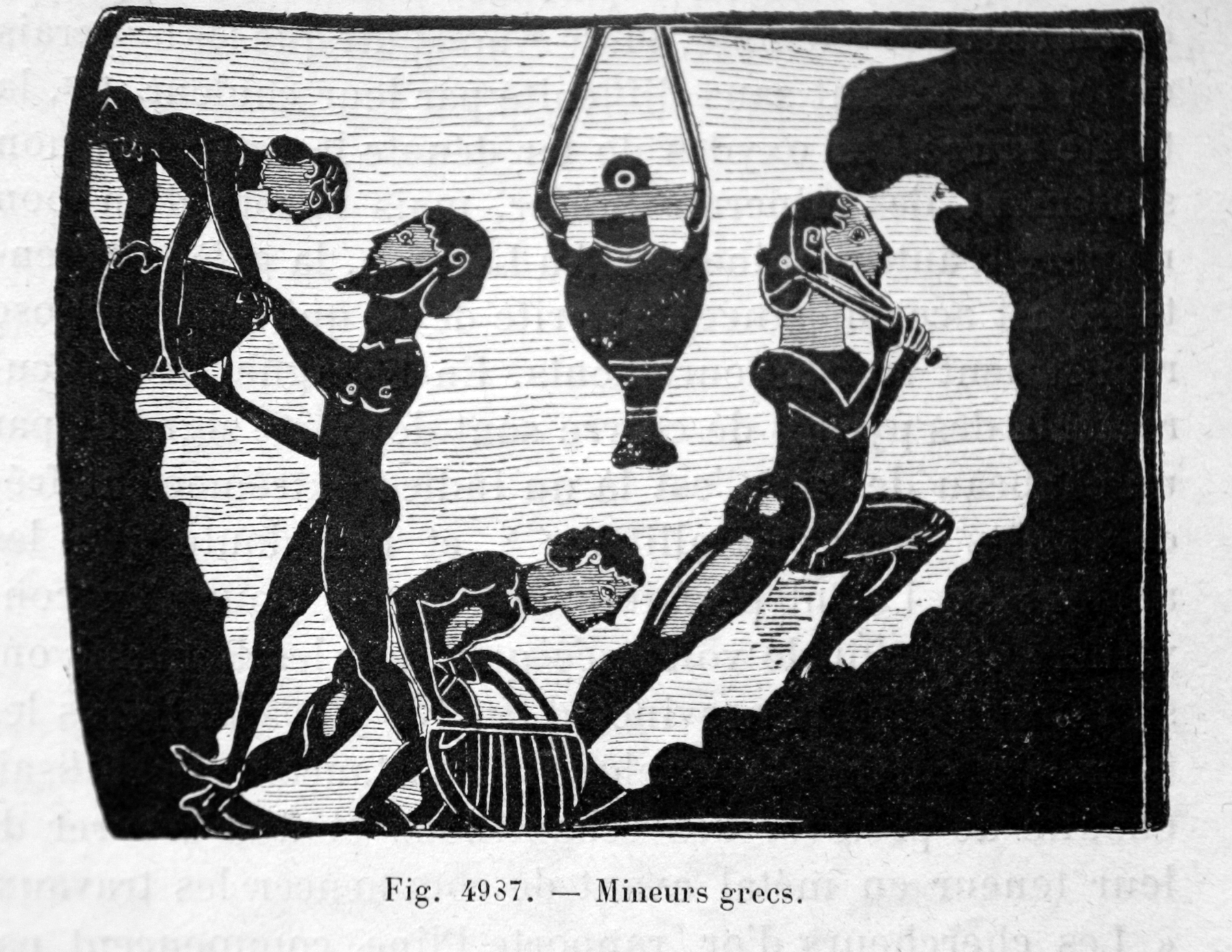
Griechische Bergarbeiter

Alle diese der Natur zugewandten Denkansätze galten schon im 4. vorchristlichen Jahrhundert wieder als überholt. Die griechische Philosophie widmete sich stattdessen vermehrt formallogischen und transzendenten Problemen. Während die Pythagoreer in Süditalien die Mathematik in eine geheime Mysterien-Religion verwandelten, beschränkten sich die Sophisten auf Übungen in Grammatik, Dialektik und Rhetorik. Die Vorstellungen über die Entstehung der Gesteine und Metalle bewegten sich bald nur noch im Bereich der reinen Spekulation, die auf empirische Beobachtungen weitgehend verzichtete. Als z. B. Anaxagoras von Klazomenai (um 500–428 v. Chr.) behauptete, die steinige Beschaffenheit der Himmelskörper sei durch den Fall des Meteoriten von Aigospotamoi bewiesen worden, brachte ihm das bereits eine Verurteilung wegen Gotteslästerung ein.
Platon (427–348 v. Chr.) verband die Lehre von den vier Elementen des Empedokles mit den mathematischen Spekulationen der Pythagoreer über die geometrische Gestalt der Atome. Die Metalle und Minerale bestünden demnach nicht, wie die Steine und Erden, aus vermischten Elementen, sondern aus besonders verdichtetem ‚schmelzbarem Wasser‘, sprich: besonders hart gefrorenem Eis.
Aristoteles (384–322 v. Chr.) vertrat in seinem Werk Meteorologia die folgenreiche Lehre von der Umwandlung (Transmutation) der Elemente. Die Wandlung führte er auf das tiefe Eindringen der Sonnenstrahlen in den Erdkörper zurück. Aus den resultierenden trockenen Ausdünstungen entstünden demnach die Gesteine und aus den feuchten Ausdünstungen die Metalle. Seine Vorstellung über die Bildung von Fossilien im Inneren von Gesteinen durch eine unbestimmte schöpferische Kraft (lateinisch: vis plastica) sollte ebenfalls bis weit in die Neuzeit Geltung behalten. Die Hebungen und Senkungen der Erdoberfläche, die Anschwemmung und Abtragung bewirken, waren ihm bekannt. Seiner Meinung nach beruhten sie auf der langsamen, aber unregelmäßigen Alterung der Erde.
Als Ursache für die Entwicklung und das Wachstum aller Dinge, also auch der Minerale, galt der Logos (griechisch: das Wort, die vernünftige Rede, die Begründung), ein allgemeines metaphysisches Ordnungsprinzip, das den gesamten Kosmos durchdringt. In der philosophischen Schule der Stoa entwickelte man daraus das Konzept der Logoi spermaticoi, der „samenartigen Gründe“. Diese enthalten, so nahm man an, die Ideen, die die endgültige Gestalt der Einzeldinge festlegen. Im Neuplatonismus, der später einen bedeutenden Einfluss auf die christliche Theologie haben sollte, entsprangen diese Ideen dem göttlichen Geist. Heute würden wir hierbei wohl eher an die atomaren Bindungskräfte denken, die die einzelnen Atome eines Minerals in ein Kristallgitter zwingen, oder die Gene, die die Entwicklung eines lebenden Organismus bestimmen.

### Die antiken „Steinbücher“

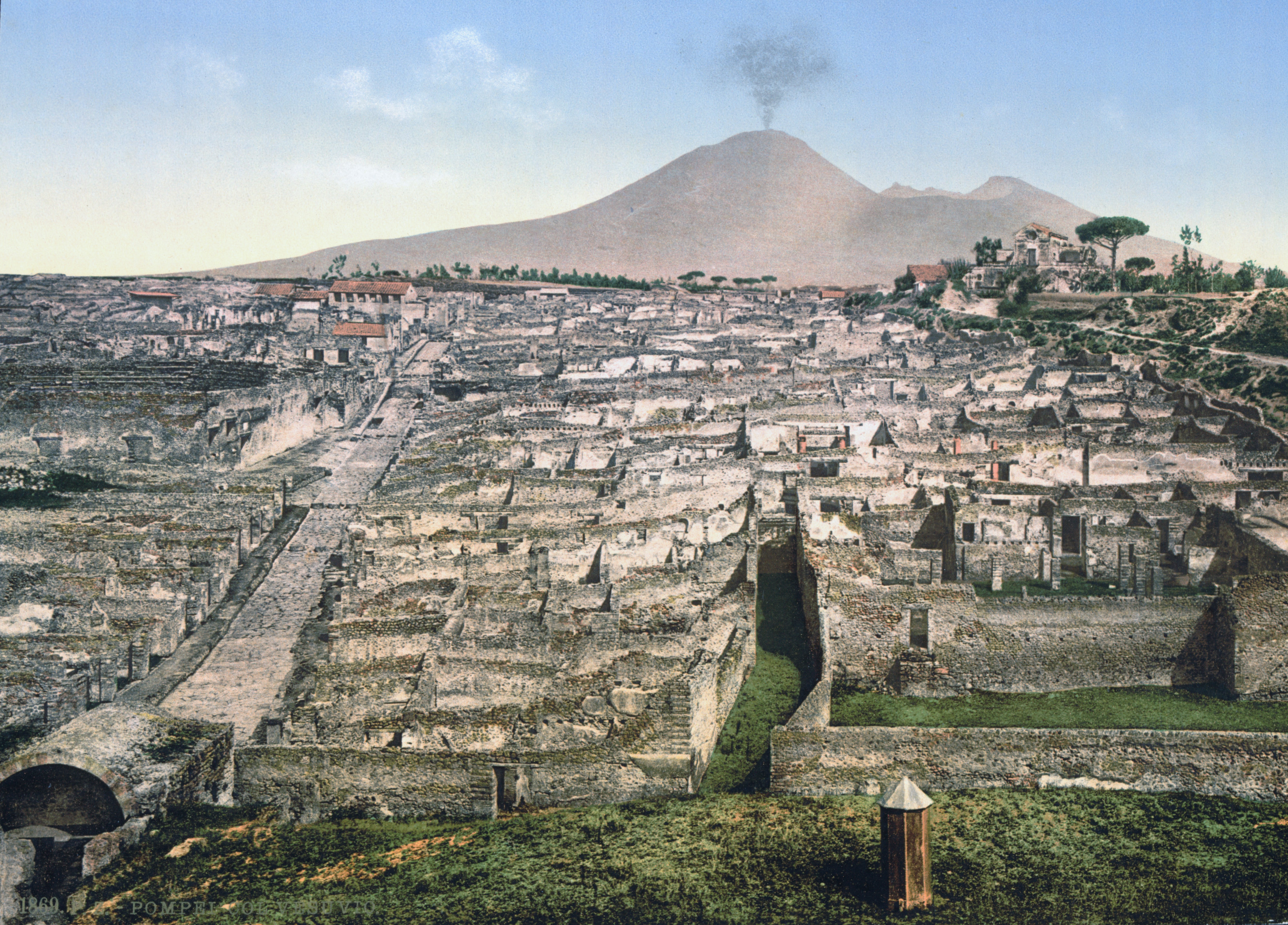
Die Ruinen von Pompeji zu Füßen des Vesuvs, um 1900

Solche Ansichten wurden von Theophrast, dem Schüler und Nachfolger Aristoteles, in seiner Schrift Über die Steine zusammengefasst. Danach galten sie bis weit in die Neuzeit hinein als allgemein verbindlich. In den späteren Steinbüchern wurden diese Theorien aber zunehmend mit Vorstellungen aus dem Orient vermengt, über die magisch-astrologischen und medizinischen Eigenschaften der Metalle und Edelsteine, aber auch mit praktischen Rezepten für die Fälschung von Gold sowie zur künstlichen Herstellung von Glas und Farbstoffen. Hierin darf man die Ursprünge der technischen Chemie sehen.
Die letzte große Zusammenfassung all dieses mittlerweile schon sehr umfangreichen und widersprüchlichen Materials unternahm Plinius der Ältere in seiner enzyklopädischen Naturalis historia, deren letzte fünf Bücher sich mit dem Mineralreich befassten. Bei dem Ausbruch des Vesuvs, der die Stadt Pompeji vernichtete, wagte sich Plinius aus Hilfsbereitschaft, aber auch aus Neugier zu nah an den Vulkan heran und erstickte an den austretenden Gasen. Auf Grund des sehr detaillierten Augenzeugenberichtes seines Neffen Plinius des Jüngeren werden solche explosiven Ausbrüche noch heute als plinianische Eruptionen bezeichnet.
Sonst wurden in der Antike nur noch wenige geologische Beobachtungen gemacht. Das Desinteresse beruhte vor allem auf der allgemeinen Geringschätzung von schmutziger Handarbeit. So blieb besonders das Gebiet der angewandten Geologie, wie Bergbau und Lagerstättenkunde, ausschließliche Domäne von Sklaven und Handwerkern, die ihre praktischen Kenntnisse im besten Fall mündlich weitergaben. Nur im biblischen Buch Ijob (Hi 28,1-19 ) findet sich eine kurze Schilderung über den (letztendlich unbefriedigten) Forscherdrang der Bergleute.

### Die Grundlagen des christlichen Erdbildes
In der christlichen Spätantike gingen bereits viele alte Vorstellungen über die Beschaffenheit der Erde verloren. So verwarf schon Theophilus von Antiochia (115–181) die alten griechischen Vorstellungen über die Ewigkeit der Welt oder über vieltausendjährige Zyklen der Erdentstehung und Erdvernichtung. Stattdessen versuchte er nach jüdischem Vorbild, das Alter der Erde aus den Angaben der Bibel zu errechnen, wobei er für ihre Erschaffung auf das Jahr 5529 v. Chr. kam. Lactantius Firmianus (ca. 240–320) hingegen leugnete die Kugelgestalt der Erde und favorisierte die Vorstellung einer flachen Erde, wie sie durch seine Auslegung des Alten Testaments nahegelegt wurde.

## Mittelalter
Während in Westeuropa nach dem Zusammenbruch des römischen Imperiums auch im Bergbau eine lange Zeit der Stagnation einsetzte, wurden im arabisch-muslimischen Kulturraum die antiken Vorstellungen über die Entstehung der Erze und Gesteine weiterentwickelt. Ibn Sina (latinisiert: Avicenna, um 980–1037) griff hierbei besonders auf Aristoteles zurück, dessen Lehre von der Umwandlung der Metalle er hingegen ablehnte. Darüber hinaus lieferte er eine modern anmutende Klassifizierung des Mineralreiches in Salze, Schwefel, Metalle und Steine. Aus der geschichteten Form von Gesteinen schloss er auf ihre Entstehung durch Sedimentation, und die Bildung der Gebirge führte er auf die Wirkung von Erdbeben zurück. In seinen Vorstellungen von der Wirkung des Wassers stand Ibn Sina übrigens einem Orden (Tariqa) von Sufi-Mystikern nahe, die sich die Brüder der Reinheit nannten. Diese lehrten, dass sich die Ozeane im Laufe langer Zeiträume mit Sedimenten aus den Bergen und Flüssen füllten. Schließlich flössen die Meere über und neues Material lagere sich auf den Festländern ab.
Solche antiken und arabischen Vorstellungen gelangten im 12. und 13. Jahrhundert nach Westeuropa, wo sie die abendländischen Alchemisten inspirierten. Diese erklärten die Bildung der Metalle durch die konzentrierte Strahlung aller Planeten auf das Zentrum der Erde, das man sich wie einen riesigen, feurigen Schmelzofen vorstellte. Albertus Magnus (1200–1280) beschrieb die Bildung von Erzadern wie einen Destillations-Vorgang. Durch die Hitze des Erdinneren werden die feineren Bestandteile der feuchten Ausdünstungen in die natürlichen Poren und Risse der Erdkruste getrieben. Dort werden sie, ganz ähnlich wie im Hals einer Retorte, abgekühlt, ausgeschieden und konzentriert. Dies entspricht im Wesentlichen der modernen Theorie von hydrothermalen Ganglagerstätten.

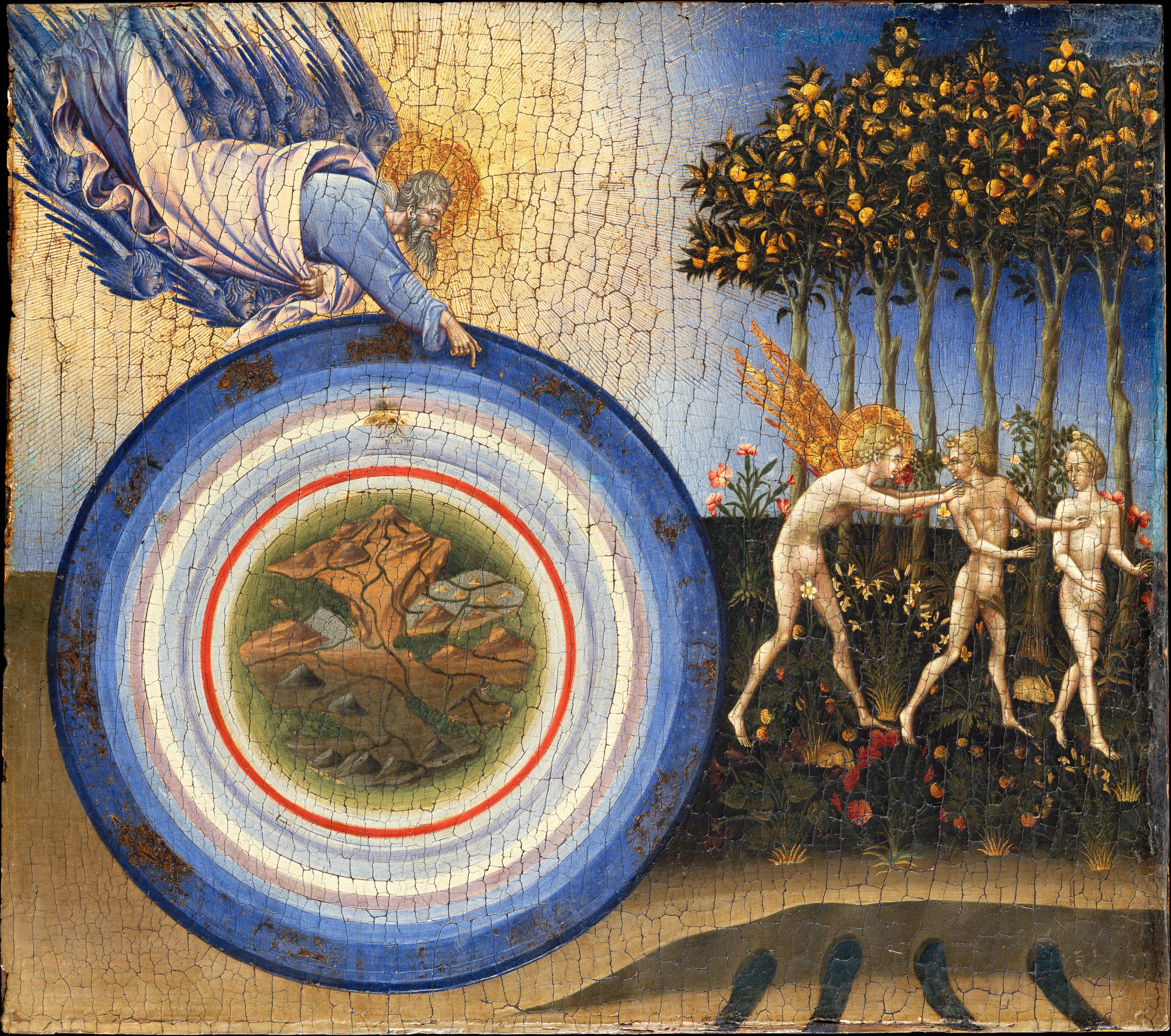
Darstellung der Erde und des umgebenden Wassers unter den Sphären der Elemente Luft und Feuer (rot) sowie der Planeten- und Sternensphären (15. Jahrhundert)

Ansonsten richtete der mittelalterliche Mensch, wenn er sich Fragen über den Zustand der Welt machte, seinen Blick eher zum Himmel als auf den Boden unter seinen Füßen. Im Himmel vermutete er, je nach Bildungsstand, entweder einen allwaltenden Herrgott oder die Anziehungskräfte und Strahlungen der Planeten, die die Berge empor höben, die Meere zurückzögen oder das Wachstum von Mineralen, Pflanzen und Tieren bewirkten.
Im Spätmittelalter kamen (besonders durch die Eingliederung der aristotelischen Philosophie in die christliche Theologie) die ersten Zweifel an der kurzen, biblischen Chronologie auf; so bei Jean Buridan (ca. 1328–1358), der eine ewige Welt mit Zyklen von „vielleicht hunderttausend Millionen Jahren“ postulierte, selbst wenn dies mit dem christlichen Glauben unvereinbar schien. Die Reformation, mit ihrer programmatischen Rückbesinnung auf den Wortlaut der Bibel, unterstützte jedoch die biblische Chronologie erneut.

## Renaissance

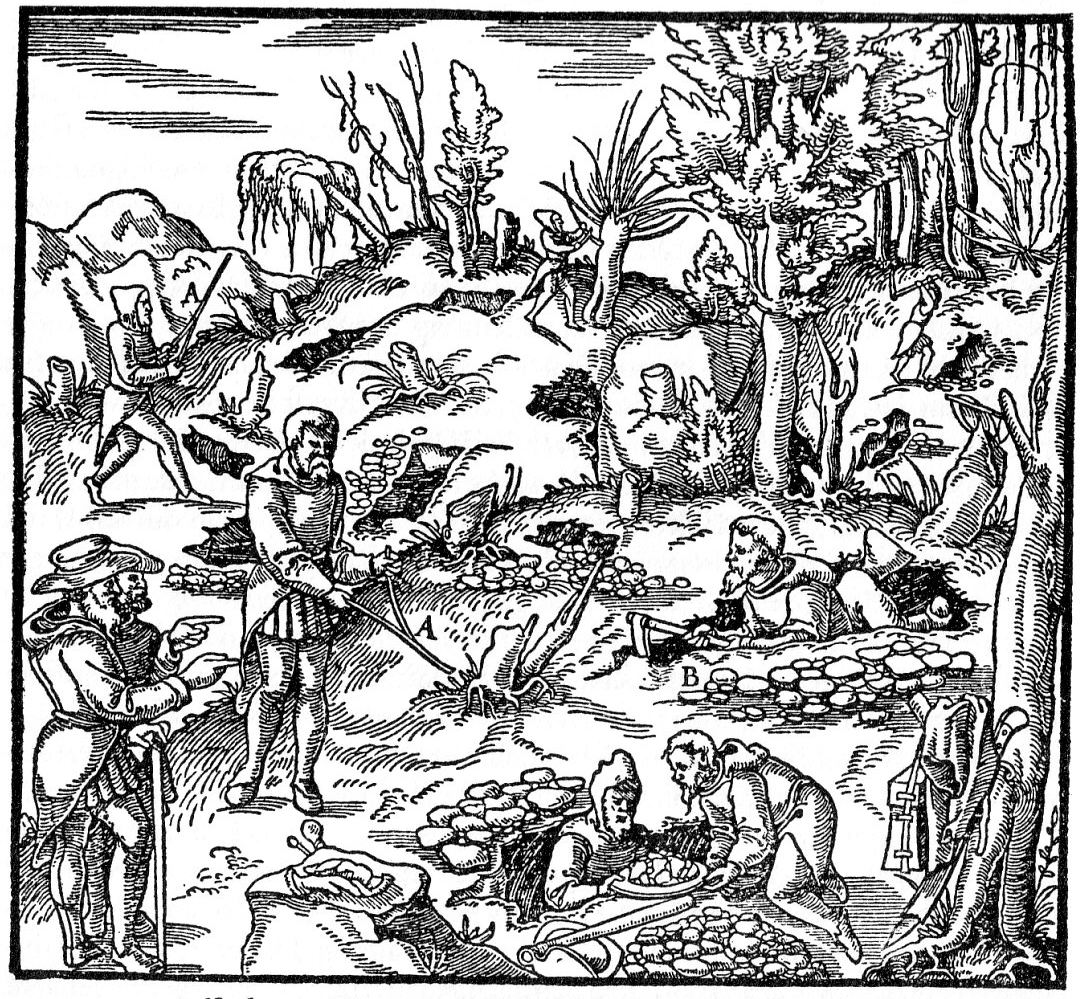
Darstellung von Bergleuten und Erzsuchern (z. T. mit Wünschelrute) in Agricolas „De re metallica“, 1556

Leonardo da Vinci (1452–1519) entdeckte die organische Natur der Fossilien erneut und beschrieb sie im Codex Leicester, wobei er die Bedeutung der biblischen Sintflut für den Prozess klar verneinte. Ebenso verwarf er das aus der Bibel errechnete kurze Alter der Erde und beobachtete die unterschiedliche Sedimentation von Sandkörnern in strömendem Wasser. Da Leonardo seine Notizbücher aber nie veröffentlichte, blieben seine Erkenntnisse praktisch wirkungslos.

### Bergleute …
Als Beginn der neuzeitlichen Geologie gilt deshalb das Werk des Georgius Agricola (1494–1555). Der Hauptteil seiner Schrift De re metallica libri XII besteht aus detaillierten Beschreibungen der damaligen Bergbau- und Ingenieurskunst über den Bau von Schmelzöfen, die Herstellung von Soda, Salpeter, Schwefel und Alaun, den Transport der Erze, über Wind- und Wasserkraft, aber auch rechtliche und administrative Belange. In den ersten Kapiteln gibt er viele praktische Hinweise für die Auffindung von Lagerstätten (Exploration) anhand natürlicher Kennzeichen. Sein De natura fossilium gilt als das erste Handbuch der Mineralogie, da die Klassifizierung der Minerale auf äußeren Merkmalen, wie Farbe, Glanz und Geschmack, basiert. In seinem Werk De ortu et causis subterraneorum (1546) beschreibt Agricola seine Ansichten über die Bildung von Mineralen. Hierbei nahm er die Wirkung eines „versteinernden Saftes“ (succus lapidescens) an, der durch die gemeinsame Erhitzung und Eindickung von trockenen und feuchten Substanzen in unterirdischen Wässern entsteht und die umgebenden Gesteine zersetzt (wörtlich: ableckt). In diesem Konzept kann man einen frühen Vorläufer der „mineralhaltigen Lösungen“ (Fluide) in der modernen Lagerstättenkunde sehen, obwohl Agricola die vielfältigen unterschiedlichen Mineralbildungen, nach dem Vorbild Aristoteles, aber etwas unbefriedigend, auf die bloße Wirkung von Hitze und Kälte zurückführte. Agricola verwarf dabei nicht nur die biblische These, dass sich alle Minerale im Moment der göttlichen Schöpfung geformt hätten, sondern auch die alchemistische Theorie über die Umwandlung der Metalle. Trotzdem sollten sich diese noch lange halten. Ein wichtiger Antrieb für die europäischen Entdeckungsreisen nach Übersee war z. B. die Vorstellung, dass sich das ‚Sonnen-Metall‘ Gold besonders in den heißen, tropischen Regionen der Welt findet.
Der Schweizer Naturkundler Conrad Gessner (1516–1565) sammelte in seinem Werk De rerum fossilium, lapidum et gemmarum (1565), ganz im Geiste der antiken Steinbücher, eine Fülle von (oft unzutreffenden) Angaben über Fossilien, Mineralien und Edelsteine.

### … und Alchemisten
Ein weiteres Beispiel für die (ziemlich freie) Rückbesinnung auf die antike Tradition stellen die Spekulationen des humanistischen Gelehrten Paracelsus (1493–1541) dar. Seiner Meinung nach hatte sich der göttliche, immaterielle Geist (Iliaster) in die vier Elemente Feuer, Wasser, Luft und Erde geteilt, die jeweils als Matrix für die Bildung verschiedener Stoffe dienen konnten. Die Minerale wüchsen demnach, auf Grund eines metaphysischen Ordnungsprinzips (genannt Archeus) in der Erde, ganz ähnlich wie Pflanzensamen. Ihre Matrix sei das Wasser, das sich in einem Geflecht von unterirdischen Wasserläufen durch den ganzen Erdkörper zieht. Daneben unterteilte er, angelehnt an die christliche Trinität, die Natur auch in die eigenschaftsverleihenden Grundelemente Salz, Schwefel und Quecksilber. Hierbei griff er aber eher auf arabische Traditionen zurück als auf griechische.
Die Vorstellung von Mineralen als „Samen“, die in der Erde wachsen, bis sie sich schließlich in „reife“ Metalle verwandeln, finden sich übrigens nicht nur bei Alchemisten, sondern auch in der Folklore der Bergleute und Metallurgen vieler Völker.
In den Schriften des deutschen Alchemisten und Bergwerksingenieurs Johann Joachim Becher (1635–1682) entwickelten sich Paracelsus’ Prinzipien Salz, Schwefel und Quecksilber in die „glasige Erde“ (die Mutter der Steine), die „fette Erde“ (Mutter der gewöhnlichen Erde) und „quecksilbrige Erde“ (Mutter der Metalle). Während die quecksilbrige Erde in der späteren Entwicklung der Theorie bald wieder verschwand, wurde die glasige Erde mit dem Mineral Quarz in Verbindung gebracht, das tatsächlich ein Hauptbestandteil der Gesteine darstellt und oft die Matrix für andere Minerale bildet. Die fette Erde wandelte sich in der Theorie in das Phlogiston, eine hypothetische Substanz, die die Stoffe entflammbar machen sollte. Die Übertragung von Phlogiston von einem Stoff zum anderen wurde lange Zeit zur Erklärung von Verbrennungsreaktionen und metallurgischen Prozessen herangezogen, die wir heute als Reduktion und Oxidation bezeichnen würden. Im Laufe des 18. Jahrhunderts entwickelten sich aus solchen Konzepten die Vorstellungen über spezielle Erden, wie Kalk, Kieselerde, Magnesia und Alaun, die man als quasi chemische Bestandteile von Mineralen anzusehen begann.

## Die Entdeckung der Erdgeschichte
Was die Geologie von den meisten anderen Naturwissenschaften unterscheidet, ist vor allem der historische Ansatz. Die Minerale könnten ohne Weiteres von einem Chemiker klassifiziert werden, die Fossilien von einem Biologen. Die Eigenschaften des Erdkörpers könnte ein Physiker beschreiben, seine Gestalt ein Geograf. Der Geologe stellt aber nicht nur die Frage: „Was ist das?“, sondern vor allem: „Wie wurde es, was es ist?“

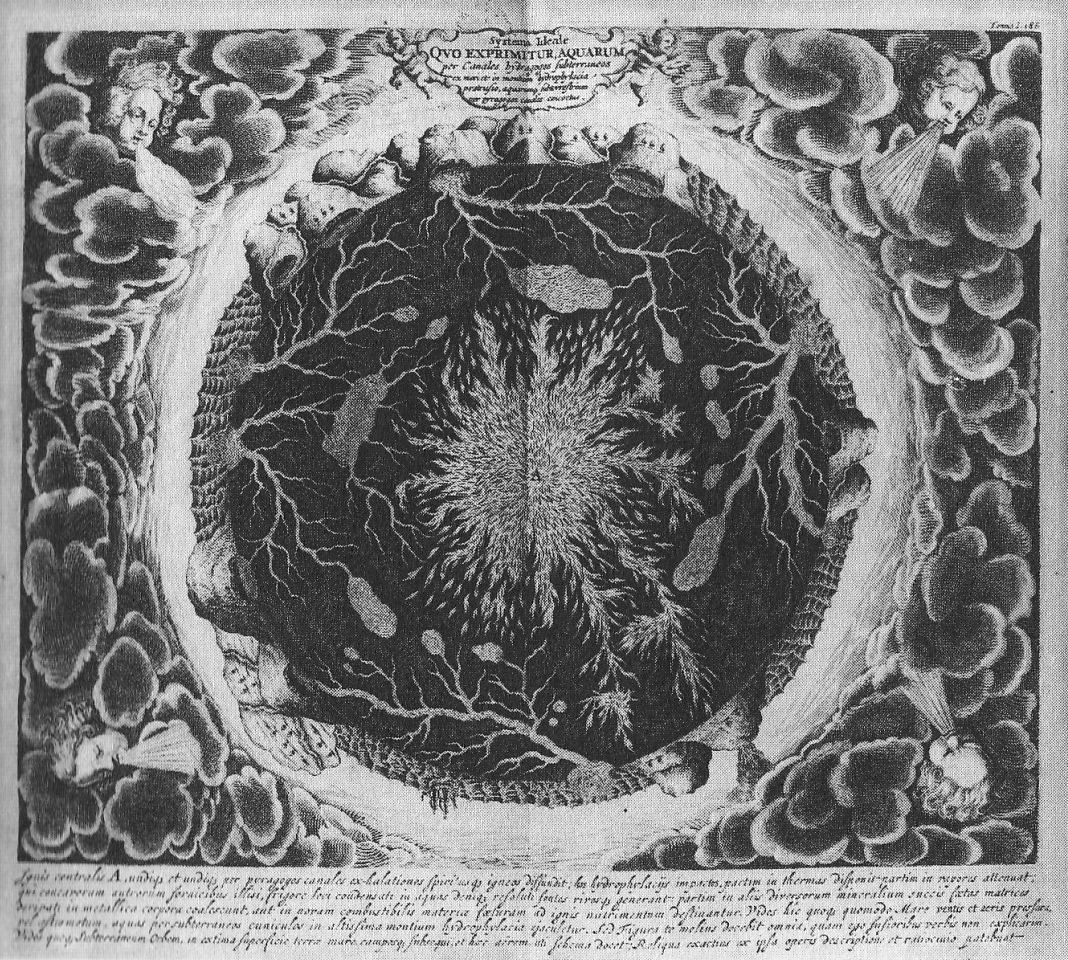
Eine Zusammenfassung, wie sich ein gebildeter Mensch des 17. Jahrhunderts das Innere der Erde vorstellte, lieferte Athanasius Kircher; der Erdkörper ist nicht nur von Feuerherden durchzogen, sondern auch von unterirdischen Flüssen und Seen

Die ersten Schritte in die Richtung einer Erdgeschichte ging der dänische Arzt und Naturforscher Niels Stensen, latinisiert: Nicolaus Steno (1638–1686). Im Jahre 1669 entwarf er in der Toskana das erste geologische Profil, das wirklich historisch gedacht war. Mit der grundlegenden Erkenntnis, dass die unteren Gesteinsschichten auch die älteren sind und die darüber lagernden sukzessive immer jünger, entdeckte Stensen das stratigraphische Prinzip. Die Anordnung im Raum entspricht also in Wirklichkeit einer Abfolge in der Zeit. Außerdem postulierte Stensen, dass alle Schichten ursprünglich horizontal abgelagert wurden und dass die Schichten nur nachträglich durch erdinnere Kräfte verstellt, zerbrochen und gefaltet werden können. Ebenso begriff Stensen erneut die organische Natur der Fossilien. Hätten sich die Fossilien erst nachträglich innerhalb des Gesteins gebildet, so wie Aristoteles glaubte, dann wären sie durch das umgebende Gestein verformt worden, so wie Baumwurzeln, die in einen Erdspalt hineinwachsen. Tatsächlich passte sich jedoch das umgebende Gestein an die Fossilien an, wodurch klar war, dass sie älter als das umgebende Gestein sein mussten. Als erster Kristallograph erkannte Stensen am Quarz das Gesetz der Winkelkonstanz.
Stensens Zeitgenossen beschäftigte weiterhin das Problem, warum die Fossilien tief in die Gesteine eingebettet waren, anstatt auf der Oberfläche zu liegen. Ein Ausweg bestand darin, den organischen Ursprung der Fossilien einfach zu leugnen und sie als spontane Bildungen und kuriose „Naturspiele“ abzutun, wie dies z. B. Martin Lister (1638–1711) tat. Robert Hookes (1638–1703) Geistesblitz, dass man aus dem Fossilinhalt der Gesteine eine zeitliche Abfolge der sich verändernden Umweltbedingungen rekonstruieren könnte, wurde vorerst nicht weiter verfolgt.
Solche erdgeschichtlichen Ansätze wurden aber noch lange durch das Festhalten an der biblischen Zeitskala behindert. Das bekannteste Beispiel ist die Berechnung des Erzbischofes von Armagh (Irland), James Usher (1580–1656), der die Entstehung der Welt auf Montag, den 23. Oktober 4004 v. Chr. datierte. Als einziges Ereignis, das die Gestalt der Erde nach der Schöpfung noch wesentlich verändert haben konnte, galt die Sintflut. Sie wurde nicht nur für die Existenz von Fossilien fern dem Meer verantwortlich gemacht, sondern auch für die weit verbreiteten Geschiebelehme. Diese in weiten Teilen Nord- und Mitteleuropas auftretenden Sedimente wurden erst im 19. Jahrhundert als Zeugnisse der letzten Kaltzeiten erkannt. Wegen der Ähnlichkeit der Küstenlinien von Afrika und Südamerika machte ein Theologe namens Lilienthal im Jahr 1736 die Sintflut sogar für das Auseinanderbrechen dieser Kontinente verantwortlich.

## Die Geologie als moderne Wissenschaft

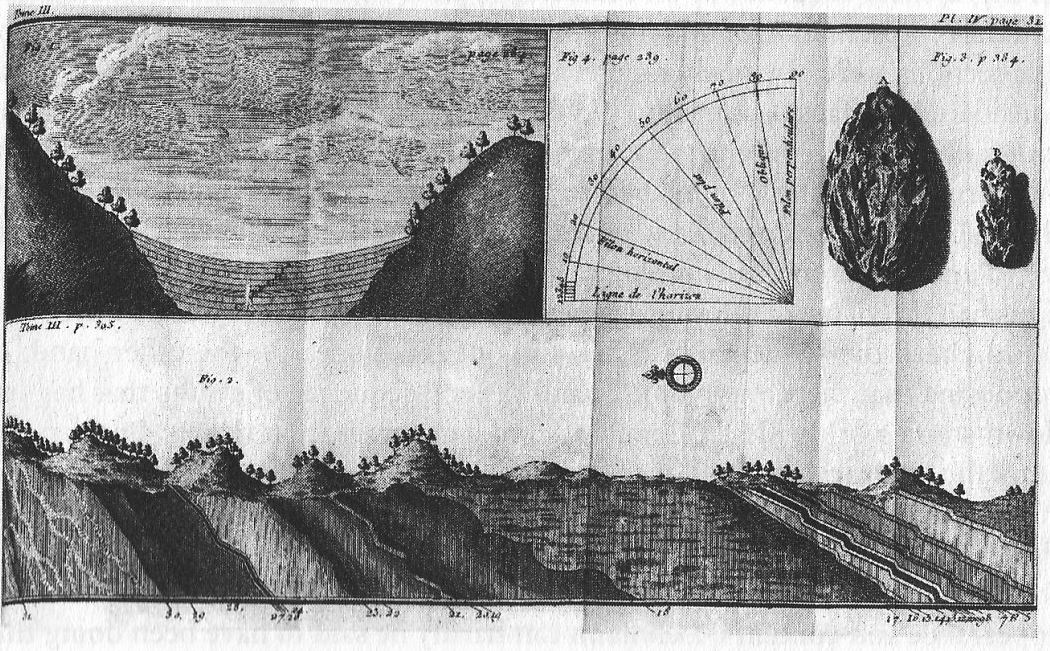
Ein Profilschnitt durch die Gesteinsschichten Thüringens von Johann Gottlob Lehmann (1759)

Im Laufe der Aufklärung setzte sich die Wissenschaft nach und nach gegen den Glauben an die biblische Zeitskala durch. Einer der ersten Naturwissenschaftler der sich von dem biblischen Alter der Erde abwand war Georges-Louis Leclerc de Buffon, der das Alter der Erde auf 75.000 Jahre schätzte, er wurde allerdings noch von der Veröffentlichung seiner Schriften preuves de la théorie de la terre abgehalten. Man versuchte eine Brücke zu schlagen zwischen den althergebrachten praktischen Kenntnissen der Bergleute und Metallurgen und den rein theoretischen Spekulationen eines Descartes, Leibniz oder Kant über die Entstehung der Erde. Damit vollzog die Geologie den Wandel von einer beschreibenden zu einer erklärenden Wissenschaft. Das Sammeln von Fossilien und Mineralen wurde in bürgerlichen Kreisen zu einer regelrechten Modeerscheinung, und Kenntnisse über geologische Merkwürdigkeiten galten als ein wichtiger Bestandteil der Allgemeinbildung.
Die ersten, die sich anschickten, Hookes Idee über eine mögliche Erdgeschichte in die Tat umzusetzen, waren der preußische Bergrat Johann Gottlob Lehmann (1719–1767) und der fürstliche Leibarzt Georg Christian Füchsel (1722–1773). Dabei zogen sie aber eher die unterschiedliche Ausbildung der Gesteine (Lithologie) zu Rate als den Fossilinhalt. In der Mitte des 18. Jahrhunderts fertigten sie die ersten Profilschnitte und geologische Karten an, die die Gesteinsschichten in den Bergbaurevieren von Thüringen darstellten.
Auch der toskanische Bergwerksdirektor Giovanni Arduino (1735–1795) fertigte ein Profil des italienischen Alpenvorlands an. Dabei unterteilte er die Gesteine der Erdkruste in ‚Primär‘, ‚Sekundär‘, Tertiär und Quartär. Die letzten beiden Begriff sind noch heute gebräuchlich, die ersten beiden entsprechen etwa dem heutigen Paläozoikum und Mesozoikum. Außerdem erkannte er, dass die Fossilien in den jüngeren Schichten den heute lebenden Organismen immer ähnlicher werden.
Den Durchbruch in der grundlegenden Arbeitsmethode der geologischen Kartierung gelang jedoch dem Vermessungsingenieur und Kanalbauer William Smith (1769–1839). Im Jahre 1815 veröffentlichte er seine monumentale, farbige Karte der Geologie von England und Wales, die sowohl den Fossilinhalt als auch die Lithologie in Betracht zog. Smith hatte dabei erkannt, dass bestimmte Gesteinsfolgen auch durch eine ganz bestimmte, unverwechselbare Faunenfolge charakterisiert werden. 1827 prägte Leopold von Buch (1774–1853) für solche Fossilien, die eine relative Datierung erlauben, den Begriff Leitfossil. Smiths Karte wurde richtungsweisend für alle späteren Projekte der jeweiligen nationalen Landesämter. Mit Hilfe solcher Karten ist es dem Geologen nicht nur möglich, die Verbreitung bestimmter Gesteine an der Oberfläche darzustellen, sondern auch ihre Lage im Untergrund vorherzusagen. Je mehr man sich bewusst wurde, dass es sich bei den Gesteinsschichten auch um zeitliche Einheiten handelt, desto mehr wurde die geologische Karte zu einer komplexen Darstellung von vier Dimensionen (die drei des Raumes und die Zeit) in zwei Dimensionen.
Die Entwicklung der Geologie vollzog sich im Folgenden in einer Reihe von teilweise äußerst heftigen wissenschaftlichen Kontroversen.

### Ein Paar wie Feuer und Wasser: Plutonismus und Neptunismus
Die erste dieser Kontroversen war der sogenannte „Basaltstreit“ zwischen Plutonisten und Neptunisten. Vordergründig wissenschaftlich geführt, war der Basaltstreit auch eine Grundsatzdiskussion verschiedener religiöser Anschauungen bezüglich der biblischen Schöpfungsgeschichte.
Der Neptunismus hat Wurzeln, die bis zu Thales von Milet zurückreichen. Demnach bilden sich die Gesteine ausschließlich durch Sedimentation aus wässrigen Lösungen. Sein Hauptvertreter war der Leiter der neu gegründeten Bergakademie in Freiberg, Abraham Gottlob Werner (1749–1817). Vulkanische Phänomene erklärte er als unbedeutende, lokale Erdbrände, und die resultierenden Gesteine seien lediglich aufgeschmolzene Sedimente.
Einer der Kontrahenten Werners war der schottische „Gentleman-Farmer“ James Hutton (1726–1797). Der Plutonismus vertritt die Ansicht, dass der Ursprung aller Gesteine in magmatischen und vulkanischen Prozessen zu suchen ist. Alle diese Vorstellungen beruhen letztendlich auf den „trockenen“ und „feuchten Ausdünstungen“ des Aristoteles. Geschmolzene Massen aus dem Erdinneren bahnen sich demnach von Zeit zu Zeit ihren Weg nach oben und können sogar zur Oberfläche durchbrechen. Durch die Erosion werden diese Gesteine frei gelegt und wieder abgetragen, um auf den Festländern als Böden und in den Ozeanen als Sedimente abgelagert zu werden. Durch das Gewicht immer neuer Sedimentlagen werden die älteren Schichten immer stärker verfestigt und schließlich unter dem enormen Druck wieder erhitzt und umgewandelt, bis sie schließlich wieder aufschmelzen. Diese Idee vom Kreislauf der Gesteine wird heute allgemein akzeptiert.

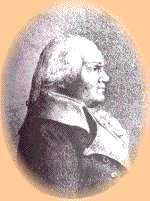
Abraham Gottlob Werner

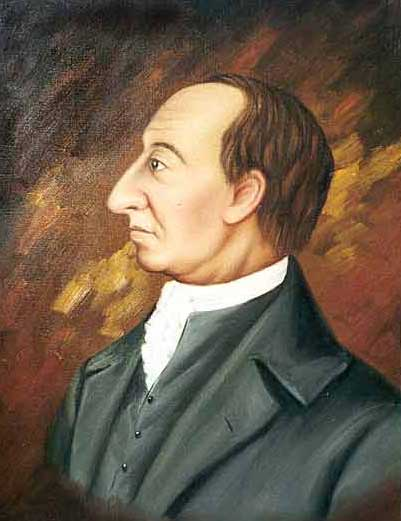
James Hutton

Verschiedene überspitzte Ansichten der Neptunisten konnten in der Folge widerlegt werden, wie z. B. die Entstehung der Granite und Basalte als chemische Ausfällungen aus den Wassern eines heißen Urozeans. Deshalb wird besonders in der angelsächsischen Literatur gerne behauptet, die Plutonisten hätten die Kontroverse gewonnen. Man darf aber nicht vergessen, dass auch verschiedene Grundannahmen Huttons nicht gehalten werden konnten, wie die totale Leugnung der Existenz von chemisch ausgefällten Sedimenten, die Erklärung der Salzstöcke als magmatische Intrusionen und besonders die Annahme der Wasserunlöslichkeit der Silikate. Ganz im Gegenteil spielt Wasser in allen magmatischen und metamorphen Prozessen eine unverzichtbare Rolle. An dieser Stelle sind Werners überhitzte, mineralgesättigte Lösungen (Solen), unter dem Namen Fluide, wieder in die Theorie zurückgekehrt.
Werners Verdienst war außerdem, dass an den Bergakademien nicht nur geforscht, sondern auch systematisch gelehrt wurde. Viele bedeutende Zeitgenossen, wie Alexander von Humboldt, Novalis oder Goethe (der wichtige Experimente über die Löslichkeit und Ausfällung von Kieselgel unternahm), besuchten die Vorlesungen und verbreiteten das Interesse an geologischen Problemen in der ganzen Welt.
Anfang des 19. Jahrhunderts begannen sich die verschiedenen losen Enden zusammenzufügen. Die Schüler Werners machten auf ihren ausgedehnten Reisen Bekanntschaft mit unzweifelhaft vulkanischen Bildungen, wie der Auvergne in Frankreich oder der Eifel, und modifizierten ihre Ansichten entsprechend. Andererseits versuchte man, die verschiedenen „Gebirgs-Formationen“ mit den benachbarten stratigraphischen Abfolgen, wie sie in Thüringen, im Pariser Becken oder in England zu beobachten waren, nach der Art Werners zu korrelieren. Mit den Methoden William Smiths ließen sich diese anschaulich in geologischen Karten und Profilen darstellen. Dabei machte man zunehmend Gebrauch von Leitfossilien.

### Eine ewig aktuelle Welt, oder ein Universum der Katastrophen?

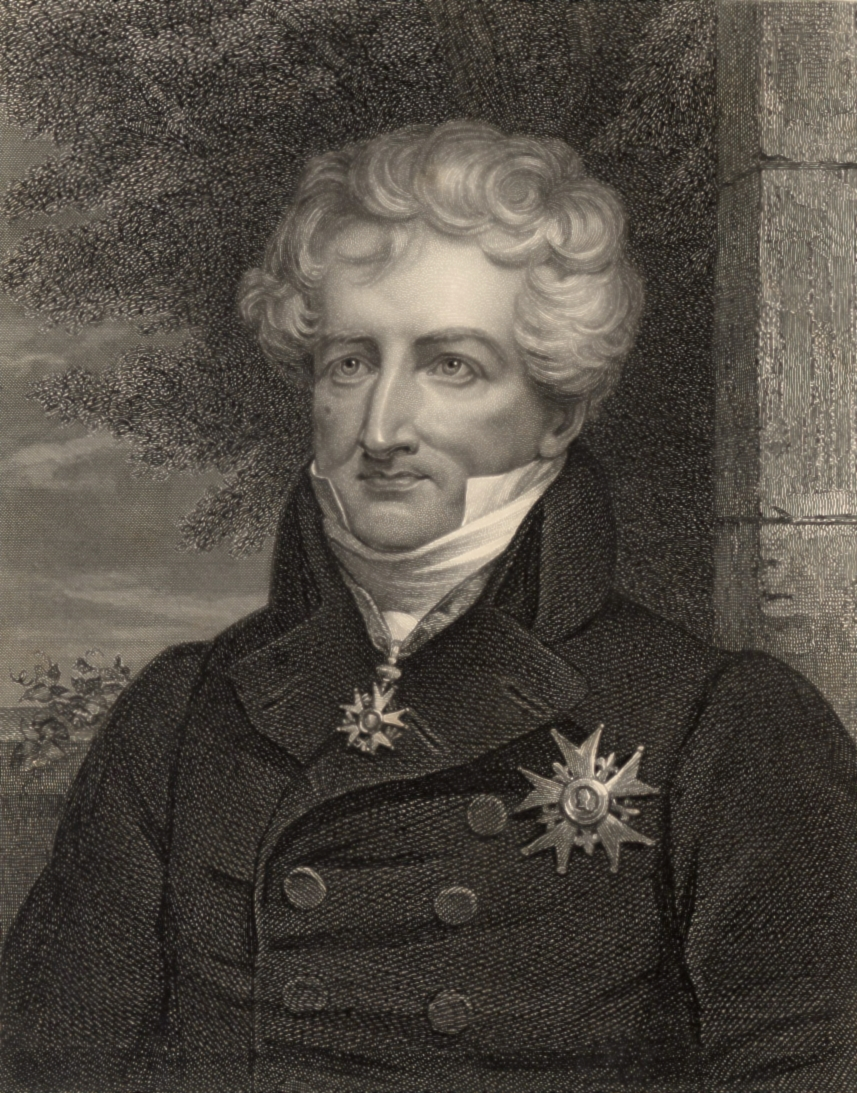
Georges de Cuvier

Gerade das Studium der Leitfossilien führte zu einer anderen, lang anhaltenden Kontroverse über die Rolle, die man katastrophalen Ereignissen in der Geschichte der Erde zuschreiben darf. Als Hauptvertreter der Kataklysmentheorie gilt Georges de Cuvier (1769–1832). Aus den oft dramatischen Unterschieden im Fossilbestand der einzelnen Formationen schloss er, dass im Laufe der Erdgeschichte riesige Umwälzungen stattgefunden haben müssen, die in bestimmten Gebieten alle Lebewesen ausgelöscht hätten. Danach seien diese durch neue, entweder von außen zugewanderte oder gänzlich neu erschaffene Organismen ersetzt worden. Die biblische Sintflut sei dabei nur die allerletzte dieser Katastrophen gewesen.

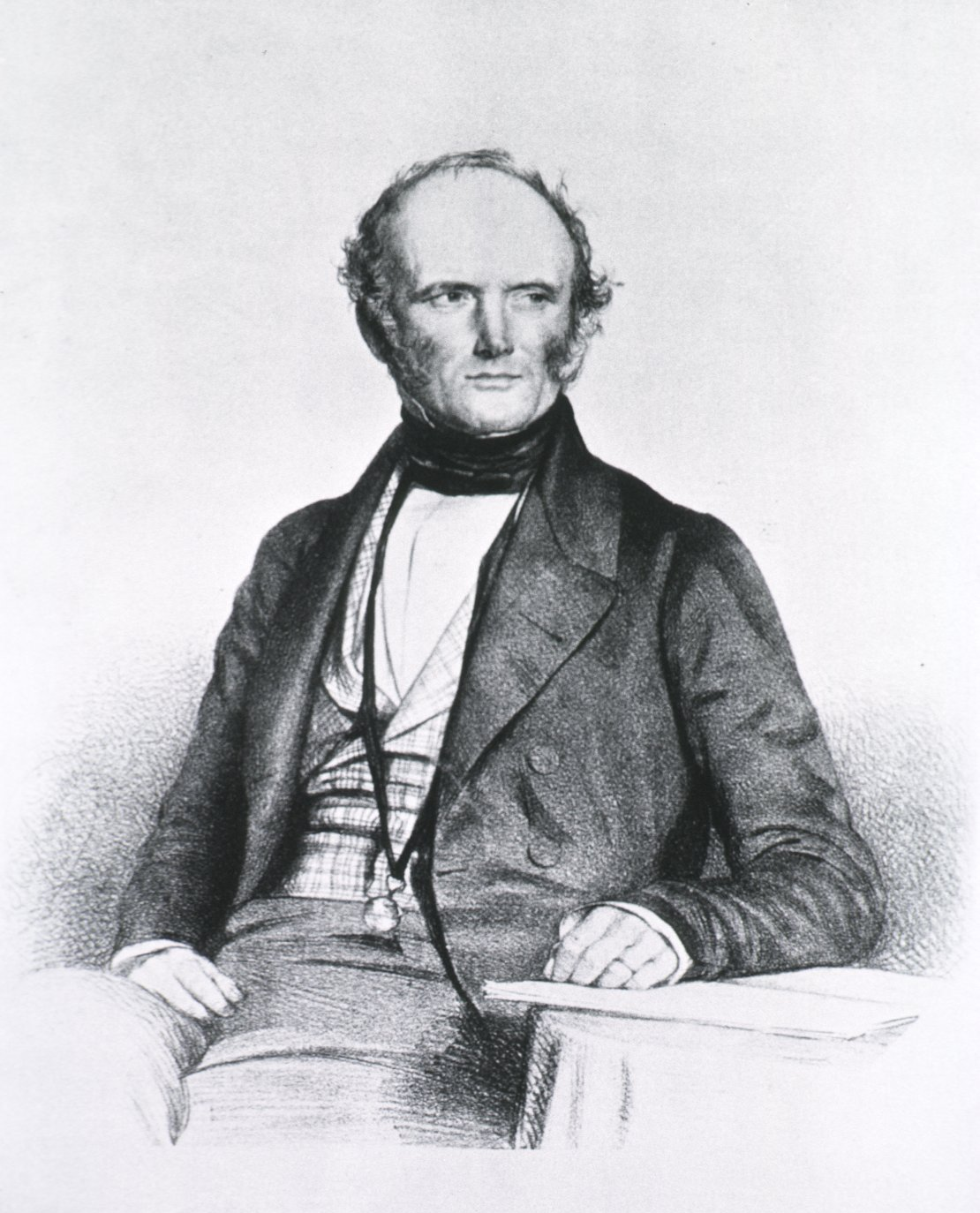
Charles Lyell

Das Konzept des Aktualismus wurde von Sir Charles Lyell (1797–1875) entwickelt. Sein Hauptwerk Principles of Geology erschien 1830. Ausgehend von den Überlegungen James Huttons kam Lyell zu dem Schluss, dass die geologische Zeitskala im Vergleich zur menschlichen Geschichte sehr lang ist. Außerdem ging er davon aus, dass die Prozesse, die zur Bildung von bestimmten Gesteinen führten, im Wesentlichen identisch sind zu den Vorgängen, die man noch heute beobachten kann. („Die Gegenwart ist der Schlüssel zur Vergangenheit.“) Die Veränderungen im Fossilbestand erklärte Lyell durch ständige, langsame Hebungen und Senkungen der Erdkruste, wie sie sich bereits Aristoteles vorgestellt hatte. Die Schichtgrenzen, an denen sich die Lebewesen anscheinend sprunghaft veränderten, entsprächen einfach den Zeiten, in denen sich auf den herausgehobenen Festländern keine Sedimente abgelagert hätten.
Es war Charles Darwin (1809–1882), der dem Aktualismus weitgehend zum Durchbruch verhalf. In seiner Jugend hatte er eine formale, wenn auch kurze Ausbildung als Geologe erhalten, und seine Erklärung der Entstehung der Atolle wird noch heute akzeptiert. Seine größte Leistung jedoch, die Evolutionstheorie, basiert wesentlich auf Lyells aktualistischem Prinzip. Erst durch das vergleichende Studium heute lebender Organismen stellte er die Paläontologie auf eine solide theoretische Grundlage. Darwin lieferte mit seiner Theorie von der natürlichen Zuchtwahl das Werkzeug, mit dem man die langsame Veränderung der Organismen im Laufe der Erdgeschichte erklären kann, ohne dafür völlig unbekannte, willkürliche, wenn nicht sogar übernatürliche Kräfte postulieren zu müssen. Einer der letzten Paläontologen, der als Anhänger des Katastrophismus die Artenvielfalt metaphysisch deutete und auf einen schöpferischen Gott zurückführte, war Louis Agassiz.
Trotzdem war es verfrüht, den endgültigen Sieg der Aktualisten zu verkünden. In der Tat fiel es ausgerechnet Lyell sehr schwer, Darwins Evolutionstheorie zu akzeptieren. Lyells Vorhersage, dass man auch Reste von Wirbeltieren in den ältesten Schichten finden müsste, erfüllte sich jedoch nie. Auch das späte Erscheinen des Menschen sowie die sich damals mehrenden Anzeichen für eine globale Eiszeit widersprachen seiner Ansicht, dass sich die Erde in ihrer Geschichte niemals wesentlich verändert hätte. In neuerer Zeit erlebte der schon totgeglaubte Katastrophismus eine Renaissance. Die Vorstellung von langen, stabilen geologischen Epochen, in denen sich praktisch nichts verändert, schließt die Möglichkeit von einmaligen, plötzlichen katastrophalen Umwälzungen (wie z. B. Meteoriten-Einschläge) letztendlich nicht aus.

### Erste globale Hypothesen zur Gebirgsbildung

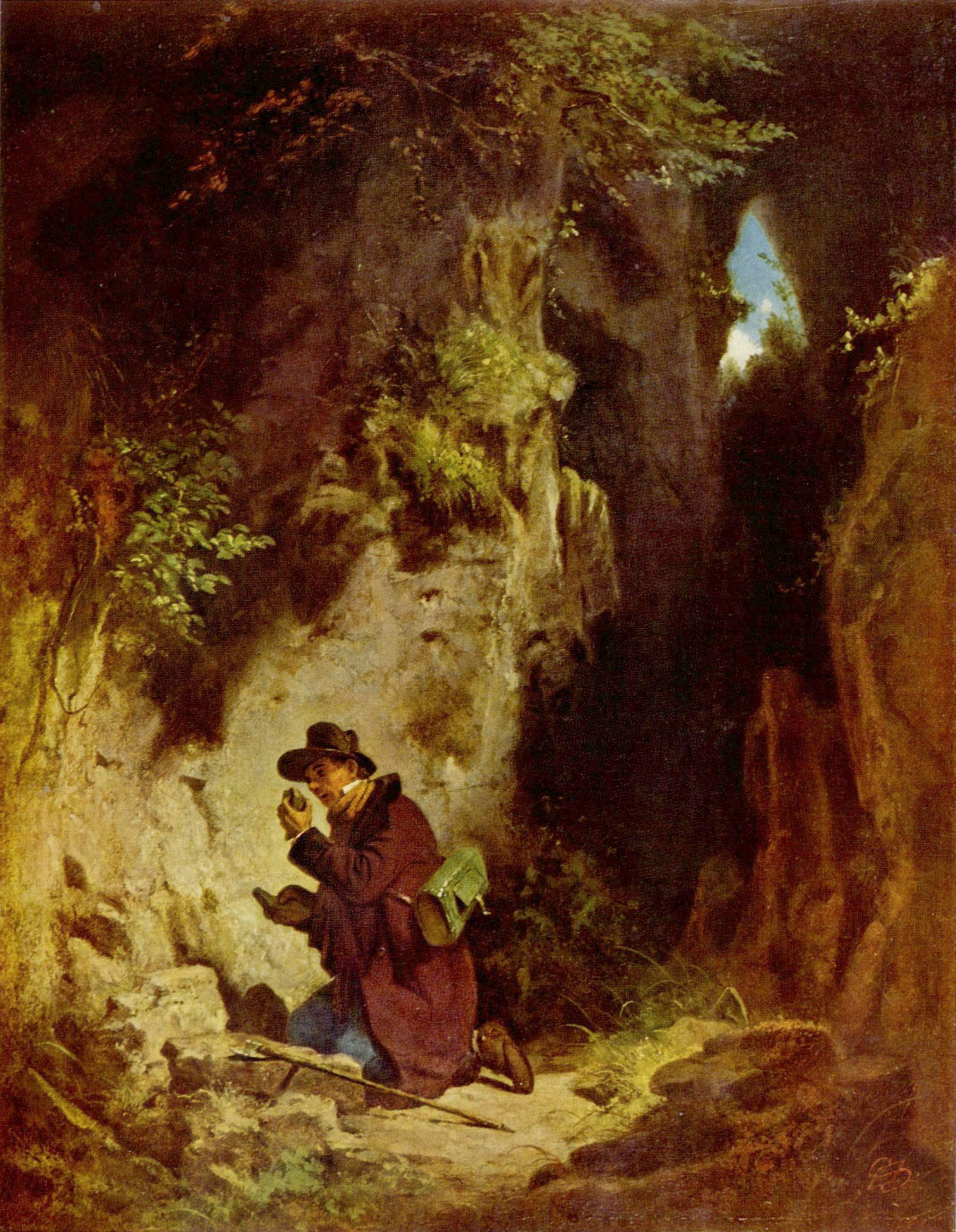
Carl Spitzweg: Der Geologe, um 1860

Im Verlauf des 19. Jahrhunderts wurden weltweit immer mehr Einzelinformationen zusammengetragen. Nach und nach bildete sich eine allgemein akzeptierte relative geologische Zeitskala heraus. Die verschiedenen Staaten gründeten ihre jeweiligen geologischen Institute, die sich besonders mit der Herstellung nationaler Kartenwerke und der Erforschung von Lagerstätten beschäftigten.
Der Katastrophist Léonce Élie de Beaumont (1798–1874) entwickelte die erste umfassende Theorie zur Gebirgsbildung (Orogenese). Demnach entstünden die weltweiten Gebirgsgürtel durch die von kataklysmischen Vulkanausbrüchen begleitete Abkühlung des Erdkörpers, ähnlich wie die schrumpfende Haut eines erkaltenden Bratapfels.
Im Schweizer Jura und besonders in den Kohlefeldern der Appalachen in Nordamerika wurden tatsächlich immer mehr Indizien entdeckt, die auf bedeutende seitliche Einengung von Gesteinsschichten hinwiesen. Diese Bewegungen hatten dort anscheinend zur Bildung von ausgedehnten Falten und tektonischen Überschiebungen geführt. Im Jahre 1873 fasste der amerikanische Aktualist James Dwight Dana (1813–1895) solche Beobachtungen zu seiner Geosynklinal-Theorie zusammen. Diese blieb bis weit ins 20. Jahrhundert hinein das maßgebliche tektonische Erklärungsmodell. In Europa verhalf Eduard Suess (1831–1914) mit seinen Arbeiten über die Alpen solchen Vorstellungen zum Durchbruch. Auf Suess geht auch die Unterscheidung der weltweiten Gebirgsbildungsphasen zurück. Am bekanntesten sind die kaledonische, variszische und alpidische Gebirgsbildungsära. Hans Stille (1876–1966) vertrat noch bis in die zwanziger Jahre des 20. Jahrhunderts sehr erfolgreich die Kontraktions-Hypothese, nach der die Gebirgsbildung vor allem durch die Schrumpfung des Erdkörpers hervorgerufen wird (Stille-Zyklus).
Das Problem dieser Hypothese besteht darin, dass sie bestimmte expansive Phänomene, wie die Einsenkung von Grabenbrüchen oder Spaltenvulkanismus, nicht befriedigend zu erklären vermag. Außerdem bleibt unklar, wie ein kontinuierlicher Abkühlungsprozess zu zyklisch wiederkehrenden Phasen der Gebirgsbildung führen soll, die durch lange Zeiten tektonischer Ruhe voneinander getrennt sind. Erst die Entdeckung der natürlichen Radioaktivität lieferte eine plausible Energiequelle, die dem bis dahin angenommenen unaufhaltsamen Abkühlungs- und Schrumpfungsprozess des Erdkörpers entgegenwirken konnte. Doch selbst dann blieb das Phänomen der Gebirgsbildungs-Zyklen noch rätselhaft.

### Die Suche nach dem fest verankerten Urkontinent
In der zweiten Hälfte des 19. Jahrhunderts wurden immer mehr Ähnlichkeiten zwischen den Ablagerungen und Fossilien auf verschiedenen Kontinenten entdeckt, besonders in Südamerika, Afrika und Indien. Man postulierte daher die Existenz von Landbrücken, die die Kontinente früher miteinander verbunden hätten, so wie heute der Isthmus von Panama Nord- und Südamerika verbindet. Suess hingegen nahm an, dass große Teile des ursprünglich zusammenhängenden Gondwanalands abgesunken seien und sich in Ozeanböden verwandelt hätten. Gerade diese Vorstellung fand übrigens großen Anklang in okkultistischen und esoterischen Zirkeln um Madame Helena Blavatsky. Nicht nur der Untergang von Atlantis, sondern auch von ‚Lemuria‘ (die vermutete Urheimat der Lemuren) im Indischen Ozean und von Mu im Pazifik wurde in der Folge von ‚Medien‘ phantasievoll ausgemalt und mit der Theorie von der Ozeanisierung von kontinentaler Kruste erklärt.
Bis in die Mitte des 20. Jahrhunderts hinein wurden die verschiedensten geotektonischen Hypothesen vorgeschlagen, wie die Pulsationshypothese, die von abwechselnden Phasen von Kontraktion und Expansion der Erde ausgeht, oder die Oszillations-Hypothese, die verstärkt auf vertikale isostatische Ausgleichsbewegungen in der Erdkruste zurückgreift. Wie ihren Vorgängern, so ist allen diesen Hypothesen gemeinsam, dass sie von einer festen Fixierung der Erdkruste auf ihrer Unterlage ausgehen.
Besonders italienische und später deutsche Geophysiker begannen mit der Konstruktion von Seismografen, mit denen die Ausbreitungswellen von Erdbeben im Erdkörper aufgezeichnet werden konnten. Um das Jahr 1900 schloss Emil Wiechert (1861–1928) aus seismischen Daten auf die Schalenstruktur der Erde mit Erdkern, Erdmantel und Erdkruste.

### Die Entdeckung der treibenden Kontinente
Ab etwa 1930 setzten sich statt der Modelle des Fixismus zunehmend solche des Mobilismus und einer beweglichen Erdkruste durch. Es entstanden die Kontraktionstheorie sowie ihr Gegenteil, die Expansionstheorie der Erde. Beide hatten zahlreiche Argumente für sich, konnten aber nicht alle Phänomene erklären. Der endgültige Paradigmenwechsel kam mit Erkenntnissen von Tiefbohrungen und durch Forschungsschiffe der Ozeanografie.
Beim Verlegen der ersten untermeerischen Fernsprechkabel von den Britischen Inseln nach Nordamerika zum Ende des 19. Jahrhunderts entdeckte man den Mittelatlantischen Rücken. Jedoch zog man lange Zeit keine Schlüsse aus der Tatsache, dass er sich küstenparallel von Norden nach Süden durch den ganzen Ozean zieht, anstatt, wie eigentlich zu erwarten gewesen wäre, die Festländer zu beiden Seiten des Atlantiks in Ost-West-Richtung zu verbinden.

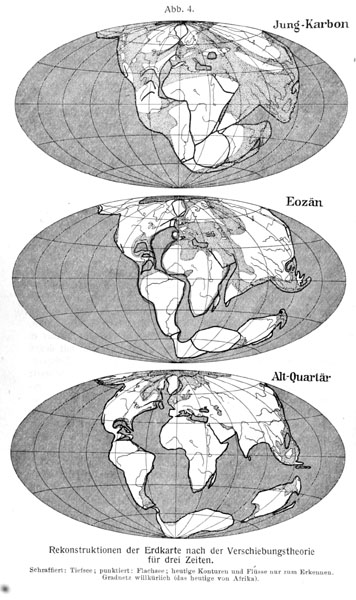
Alfred Wegeners Vorstellungen über das Auseinanderdriften der Kontinente

Die ersten mobilistischen Vorstellungen über die Möglichkeit bedeutender seitlicher Bewegungen von Festlandsmassen finden sich in der Kontinentaldrift-Hypothese Alfred Wegeners (1880–1930) aus dem Jahr 1915. Wegener nahm an, dass die verhältnismäßig leichten granitischen Gesteine der kontinentalen Kruste (Sial) auf dem dichteren, aber zähflüssigen Untergrund aus basaltischem Material (Sima) schwimmen wie Eisberge auf dem Wasser. Ein ursprünglicher Superkontinent (Pangaea) hätte so durch relativ schwache Kräfte in Stücke brechen und auseinandertreiben können. Dies würde nicht nur den parallelen Verlauf der östlichen und westlichen Küsten des Atlantiks erklären, sondern auch die Ähnlichkeiten der Fossilien und Klimazeugen sowie bestimmter alter Gebirgszüge in Gondwana. Wegeners Theorie stieß zu seinen Lebzeiten aber auf breite Ablehnung, da er die wirkenden Kräfte nicht plausibel erklären konnte. Erst Arthur Holmes (1890–1965) schlug 1930 einen Mechanismus vor, der die Bewegung von Kontinentalplatten erklären konnte: Konvektionsströmungen heißer Magmen im Erdmantel.
Der Durchbruch mobilistischer Theorien erfolgte aber erst drei Jahrzehnte später in den 1960er Jahren. Man erkannte, dass das weltumspannende System der mittelozeanischen Rücken seismisch aktiv ist und dass dort, entlang von vulkanischen Spalten, kontinuierlich neues Material aus dem Erdmantel an die Oberfläche tritt. Bei Island, das genau auf dem Mittelatlantischen Rücken liegt, wurde mit Hilfe paläomagnetischer Messungen der Gesteine auf dem Meeresgrund nachgewiesen, dass sich die beiden symmetrischen Seiten des Ozeanbodens jedes Jahr einige Zentimeter auseinander bewegen. Dieses Phänomen wird heute mit einer nicht ganz glücklichen Übersetzung aus dem Englischen als Ozeanbodenspreizung bezeichnet (siehe: Sea-Floor-Spreading), Ozeanbodenausbreitung wäre wohl treffender. Aus einer Fülle von geophysikalischen, ozeanografischen, paläontologischen und petrografischen Beobachtungen entwickelte sich daraufhin die heute allgemein akzeptierte Theorie der Plattentektonik. Der zyklische Wechsel von Phasen des Auseinanderbrechens von Kontinenten und der erneuten Kollision dieser Platten liefert eine plausible Erklärung für die wiederkehrenden globalen Gebirgsbildungsphasen (Wilson-Zyklus) sowie für eine Reihe anderer geologischer Phänomene.

### Die Veränderung der Arbeitsmethoden im 20. Jahrhundert
Bereits im 18. und 19. Jahrhundert begannen Geologen, chemische und physikalische Verfahren zur Untersuchung von Gesteinen und Mineralen heranzuziehen. Hier sind vor allem die auf Axel Frederic Cronstedt zurückgehende Lötrohrprobierkunde und die im 19. Jahrhundert an Bedeutung gewinnende nasschemische Analyse zu nennen. Doch bis zum Beginn des 20. Jahrhunderts dominierten in der Geologie beschreibende Forschungsmethoden. Im 20. Jahrhundert wandelte sich die Geologie zu einer analytischen Naturwissenschaft: Erst mit der Entdeckung der Uran-Blei-Datierung dann mit der Entdeckung der Röntgenbeugung konnte man sowohl das absolute Alter, als auch die mineralogische Zusammensetzung von Gesteinen bestimmen, mit der Entwicklung der Geophysik gewann man erstmals Erkenntnisse über das Innere der Erde. Mit Hilfe von Modellierungen am Computer können geologische Prozesse besser verstanden werden. Ein immer größerer Anteil geologischer Forschung wanderte vom Gelände an den Schreibtisch und ins Labor. Dieser Wandel der Methoden machte aus der zuvor rein qualitativen Geologie eine quantitative Wissenschaft und stellt damit nach der Abkehr von metaphysischen Vorstellungen in der frühen Neuzeit den zweiten Quantensprung der Wissenschaftsgeschichte der Geologie dar.
Im Laufe des 20. Jahrhunderts kamen weitere Methoden wie z. B. die Isotopengeochemie, aber auch verschiedene Methoden der Geoseismik hinzu, die zusammen mit den wissenschaftlich motivierten Tiefenbohrungen (z. B. das Kontinentale Tiefbohrprogramm der Bundesrepublik Deutschland) einen immer besseren Einblick in die Geologie unseres Planeten erlaubten.